# Stigar (bok)
Stigar är en diktsamling utgiven 1973. Den innehåller elva dikter av Tomas Tranströmer, samt hans tolkningar från engelska och ungerska av dikter av poeterna Robert Bly och János Pilinszky. Tomas Tranströmer översatte de ungerska dikterna av Pilinszky till svenska med hjälp av Géza Thinsz.

## Innehåll
Tomas Tranströmer
- Till vänner bakom en gräns[1]
- Från snösmältningen -66
- Skiss i oktober
- Längre in
- Posteringen
- Längs radien
- Markgenomskådande
- Decemberkväll -72[2]
- Den skingrade församlingen[3]
- Sena maj[4]
- Elegi

Robery Bly
- Ensamhet om natten i skogarna
- Sex vinterdikter i avskildhet
- Promenad på dikesrenen
- Gräver efter mask
- På Mauis klippor[5]

János Pilinszky
- Ravensbrück
- Självporträtt
- Fyra rader
- Kärlekens öken
- Ur bödelns dagbok
- Liten nattmusik
- Passionshistoria

## Ljudbok
I ljudboken Tomas Tranströmer läser 82 dikter ur 10 böcker 1954–1996 läser författaren dikterna ”Från snösmältningen -66” (1.2), ”Posteringen” (1.5), ”Den skingrade församlingen” (1.9) och ”Elegi” (1.11).